# Highway Star (노래)
〈Highway Star〉는 영국의 록 밴드 딥 퍼플의 곡이다. 1972년 그들의 음반 《Machine Head》의 첫 곡이며 음반에서 템포가 가장 빠른 곡이다. 그 곡은 클래식한 기타와 오르간 솔로로 특징지어진다. 오르간 연주자 존 로드는 오르간과 기타 솔로곡은 바흐와 같은 화음을 바탕으로 한다고 주장했다.

## 역사
이 노래는 1971년 포츠머스로 가는 투어 버스에서 한 기자가 밴드에게 곡을 어떻게 쓰느냐고 물으면서 탄생한 곡이다. 시연하기 위해 기타리스트 리치 블랙모어는 어쿠스틱 기타를 잡고 싱글 "G"로 구성된 리프를 연주하기 시작했으며, 보컬리스트 이언 길런은 즉흥 가사를 상단에 걸쳐 연주했고, 노래는 세련되었고 같은 날 밤 공연되었다. 이 곡은 1972년 음반 《Machine Head》에 처음 등장한다. 이 곡은 라이브 콘서트에서 밴드의 스테이플 중 하나로 남아 있으며, 어떤 음반에도 발표되기 전부터 세트 오프너였다.

## 구조
이 곡의 구조는 밴드가 쿵쾅거리는 오프닝 리프에 들어가기 전에 35초간의 베이스/기타 소개로 구성되어 있으며, 곧 첫 번째 보컬 섹션(0:55)으로 이어진다. 처음 두 소절은 노래되고, 그 후 존 로드는 그의 오르간 솔로(2:14)를 시작한다. 이 부분은 대부분 바로크/초기 클래식한 느낌의 빠른 압정으로 구성되며, 단조화음계를 사용한다. 오르간 솔로는 1분 정도 지속되며, 이언 길런은 노래의 3절(3분 24초)을 부른다. 3절이 끝나면 기타 솔로가 시작되고(4:04) 1분 20초도 안 된다. 그 후, 원래 녹음에서 단순히 1절의 반복에 불과한 4절과 마지막 절이 6시 10분쯤에 끝나면서 노래된다. 버전에 따라 곡이 끝나기 전에 15초 길이의 출구 구간이 있을 수 있다. 이 곡이 라이브로 연주될 때, 길런은 이 곡의 공식 비디오에서 보듯이 가사를 즉흥적으로 연주하는 것으로 알려져 왔다.
기타 솔로곡은 《기타 월드》의 독자들이 "가장 위대한 기타 솔로 100인" 목록에서 15위를 차지했을 때 인정을 받게 될 것이다.